# Rugård (Rosmus Sogn)
 For alternative betydninger, se Rugård. (Se også artikler, som begynder med Rugård)
Rugård er en hovedgård i Rosmus Sogn i det tidligere Djurs Sønder Herred, Randers Amt, nu Syddjurs Kommune Region Midtjylland. Navnet nævnes første gang i 1183. Den har oprindeligt ligget i landsbyen Rosmus, og hørte indtil reformationen under Øm Kloster. Den nuværende hovedbygning ved Nørresø er opført omkring 1580-1590 af Hans Arenfeldt. Rugård er nok mest kendt for hekseprocesserne i 1680'erne under Jørgen Arenfeldt, kendt som Heksejægeren på Rugård.
Rugaard Gods er på 964 hektar.
På Syddjursportalen har historiker Vilfred Friborg Hansen i 2012 offentliggjort flg. om Rugård. Citat, Vilfred Friborg Hansen:
"Rugaard Gods ligger på østkysten af Djursland, vel nogenlunde midtvejs mellem Grenaa og Ebeltoft. Mod nord grænser Rugaard til Katholm Gods, men Katholm ligger i Norddjurs, mens Rugaard ligger i Syddjurs. Der er store sten- og kalkbrud på Rugaards nordlige arealer og på Katholms sydlige. I et af de gamle Rugaard-kalkbrud ligger i dag Djurslands fælles renovationsselskab Reno Djurs.
Rugaards hovedbygning stammer fra omkring 1588. Den ligger i dag omgivet af avlsbygninger og den tidligere forvalterbolig, der nu er delt i tre lejligheder. Øst for hovedbygningen ligger Nørresø og syd for den Søndersø. Begge søer er tidligere fjordarme fra Kattegat, der er blevet afsnøret fra havet, såkaldt lagunesøer. Søndersø har været kunstigt udtørret, men er i dag ved et naturgenopretningsprojekt igen blevet sø. I forbindelse med dette projekt opstod også en mindre sø øst for Søndersø, populært kaldet ”Østersøen”.
Rugaards jorder ligger på kanten af den gamle isrand fra det østjyske isfremstød allersidst i istiden, for 12 – 14.000 år siden – et fremstød fra det baltiske område ned gennem Østersøen og derfra nordpå, hvor fremstødet standsede midt på Djursland. De nordlige arealer er dannet af smeltevandet fra isen mod syd, de er sandede og stenede, mens arealerne mod syd er aflejringer under og foran isranden, og de er – helt modsat - frugtbage og lerede.
Rugaard ejes i dag af de fire søstre Mourier-Petersen, døtre af Chr. Mourier-Petersen, der døde i 1982. Godset bebos og drives af den ældste af søstrene, Elisabeth Mourier-Petersen.
Historien. Arenfeldt-slægten
Rugaard opstod i 1579 ved at adelsmanden Hans Axelsen Arenfeldt ved et mageskifte med kronen overtog krongodset på Øst-Djursland med gårde i Attrup, Rosmus, Balle, Hyllested samt endelig 16 gårde i landsbyen Rove. Disse 16 gårde lagde Arenfeldt sammen til godset Rovegaard / Rugaard, og han lod den imponerende to-etagers hovedbygning, der står der endnu, opføre. Landsbyen Rove blev nedlagt, og det nye gods blev derefter dyrket ved hoveri fra bønderne i gårdene i de andre landsbyer, som Arenfeldt havde erhvervet.
Efter Hans Arenfeldt blev Rugaard overtaget af sønnen Mogens Arenfeldt, der blev benyttet af den kongelige administration som lensmand flere steder, og som efter lenenes ophævelse efter enevældens indførelse i 1660 blev stiftamtmand.
Efter Mogens Arenfeldt overtog sønnen Hans Arenfeldt Rugaard, men da hans ægteskab med Helle Urne var barnløst, overdrog han allerede før sin død, i begyndelsen af 1680´erne, Rugaard til sin fætter Jørgen Arenfeldt. Han skulle komme til at gøre Rugaard vidt berømt, eller snarere berygtet, som centrum for de sidste store hekseprocesser i Danmark.
Jørgen Arenfeldt lod de hekseanklagede underkaste den såkaldte ”vandprøve”. De anklagede blev kastet i voldgraven, bundet på hænder og fødder, og hvis de gik til bunds, var de uskyldige, men hvis de flød ovenpå, blev det anset som et bevis på skyld og derefter var bålet den sandsynlige udgang på processen.
Men til sidst gik Jørgen Arenfeldt for vidt. Da den 28-årige Anne Sørensdatter blev anklaget og vanen tro udspurgt om, hvilke andre hekse hun stod i forbindelse med, nævnte hun en række respekterede og velhavende borgere i Ebeltoft, Grenaa og Aarhus. Men disse borgere lod sig ikke uden videre kyse, da de kom under hekseanklage. I stedet anklagede de Jørgen Arenfeldt for falsk anklage og æreskrænkelse. Deres sag kom for højesteret, og her idømtes Jørgen Arenfeldt en klækkelig bøde for æreskrænkelse. Anne Sørensdatter undgik bålet, men dømtes til kagstrygning og landsforvisning for sin ”løgnagtige bekendelse på ærlige og uberygtede folk”.
Men nu havde landets højeste domstol fået øje for de excesser, der foregik på Rugaard, og det blev bestemt, at ingen heks i fremtiden kunne dømmes uden at sagen havde været for højesteret. Dermed blev der sat en effektiv stopper for folk som Jørgen Arenfeldt. Den sidste heksebrænding i Danmark fandt sted få år senere, på Falster i 1693.
Jørgen Arenfeldt opgav videre hekseprocesser. Med hans godser gik det heller ikke godt, det sidste af dem var Rugaard, som han måtte opgive 1707. Herefter flyttede han til Ebeltoft, hvor han døde i stort armod i 1717. Han blev begravet i Fuglslev kirke.
Rugaard blev overtaget af Jørgen Arenfeldts ældste søn Axel Arenfeldt, men heller ikke han havde den store succes som godsejer. 1737 måtte han sælge Rugaard på auktion. Dermed var Arenfeldt-slægtens over 150-årige virke på Rugaard slut.
Mourier-Petersen
I de følgende 120 år var der forskellige ejere af Rugaard. En af dem, Jacob Benzon, ejer fra 1743, lod voldgraven omkring hovedbygningen kaste til, og han begyndte opførelsen af de mange stendiger, der endnu i dag præger Rugaards arealer.
I år 1800 kom Rugaard i Hans Peter Ingerslevs (fra Aarhus) eje. Han lod Søndersø delvist udtørre, og han solgte det meste af bøndergodset fra til selveje, så hoveriet ophørte, og godset blev drevet af husmænd i stedet. Rugaard blev i Ingerslevs tid, der varede til 1830, et mønstergods.
Endelig i 1857 blev Rugaard købt af en mand af den slægt, Mourier-Petersen, der stadigvæk ejer godset, nemlig Ferdinand Mourier-Petersen
Ferdinand Mourier-Petersen var ikke alene en dygtig godsejer, der både købte jord til, tilplantede de sandede og stenede arealer mod nord, og holdt bygningerne i god stand. Han var også en mand, der deltog i både det lokale og det landsdækkende foreningsliv. Han var sognerådsformand og medlem af rigsdagen, men først og fremmest er han kendt som medstifter af Hedeselskabet i 1866 og formand for selskabet til sin død i 1898. Han havde et fortrinligt samarbejde med selskabets agitator og direktør Enrico Dalgas, og de to mænd supplerede hinanden på bedste vis. En mindesten nord for godsets bygninger vidner om Ferdinand Mourier-Petersens indsats for hedesag og plantningssag – om den kan læses i en særskilt artikel i Syddjursportalens oplevelsesguide.
Sønnen Adolph Mourier-Petersen overtog Rugaard efter faderen og lagde lige som han en stor indsats i Hedeselskabets tjeneste. Han tilplantede 100 tdr. land i Hyllested Bjerge. Efter en brand i 1911 blev flere af avlsbygningerne genopførte. I 1941 gennemførte han den endelige udtørring af Søndersø.
Efter Adolph Mourier-Petersens død i 1950 overtog hans søn Chr. Mourier-Petersen godset. Modsat sine forgængere overtog han selv driften af godset i stedet for at forpagte den ud. Da han i 1968 blev formand for Hedeselskabet, måtte han dog opgive selv at drive godset, der derefter igen har været forpagtet ud.
Chr. Mourier-Petersen døde i 1982, hvorefter hans fire døtre har været ejere af godset, efter at have været medejere i det nyoprettede kommanditselskab siden 1967. I dag drives godset som nævnt af Elisabeth Mourier-Petersen.
Godsdriften i dag
Til godset hører – inkl. forpagtergårde - ca. 1150 tdr. land opdyrket jord, hvoraf de 600 hører under hovedforpagtningen, der indehaves af Jens Blach på Lyngdal. En anden stor forpagtning er Nymandsgården med Bondegården, Horseborg og Jægergården, der er forpagtet ud til Aksel Bruun. Dertil kommer godt 770 tdr. land skov og 80 tdr. land søer, i alt ca. 2000 tdr. land. Skoven drives direkte under godset ved skovfoged Jørn Staal Guldholt, der driver Rugaard-skovene sammen med en del andre skove.
En væsentlig del af godsets indtægter stammer fra udlejningen af de 32 huse og 5 gårde, der endnu hører under godset, selv om en del huse er solgt fra, efterhånden som folkeholdet skrumpede ind. Husene var tidligere beboet af medarbejdere under godset, og bl.a. skovarbejdernes huse i Hyllested blev solgt til beboerne. I dag er folkeholdet indskrænket til hjælp til kontor og rengøring, samt skovfogden og hans to skovteknikere, hvoraf én elev.
Kalkbrud, grusgrave og udvindingsret til de grus- og stenrige arealer mod nord er solgt til Nymølle Stenindustrier fra Hedehusene. Jagtret udlejes kun i meget begrænset omfang – Hyllested Jagtforening har af gammel tradition jagtretten i Hyllested Bjerge.
Teglgården ved stranden mod syd var som navnet siger oprindelig et teglværk, oprettet i 1890´erne, men i løbet af 1960´erne blev en campingplads ved gården en væsentlig indtægtskilde. I dag er Rugaard Camping et af landets mest populære campingpladser og forpagtes ud af godset.
Ud over de indtægter, der kan gøres op i kroner og ører, besidder Rugaard med de store skove og søer en helt enestående herlighedsværdi. I perioder er der både fiskeørne og havørne ved søerne – i enkelte tilfælde er der set skrigeørne, der ellers har hjemme i Østeuropa.
Litteratur: Vilfred Friborg Hansen: ”Rugaard indtil 1982”, og Lisbeth Mourier-Petersen: ”Rugaard efter 1982”, begge i ”Folk og Liv 2012”, Boggalleriet Rønde 2012.
Kjeld Hansen: ”Til ingen verdens nytte blev Søndersø tømt”, i ”Folk og fortællinger”, 2011. Kan også ses på nettet.
Gustav Henningsen: Heksejægeren på Rugaard. 1991.
Vilfred Friborg Hansen, skrevet dec. 2012 til Syddjursportalens oplevelsesguide." Citat slut, fra Vilfred Friborg Hansen.

## Ejere af Rugaard
- (1183-1536) Øm Kloster
- (1536-1579) Kronen
- (1579-1610) Hans Axelsen Arenfeldt
- (1610-1625) Jørgen Hansen Arenfeldt
- (1625-1671) Mogens Hansen Arenfeldt
- (1671-1682) Hans Mogensen Arenfeldt
- (1682-1707) Jørgen Hansen Arenfeldt
- (1707-1719) Axel Jørgensen Arenfeldt
- (1719-1737) Vincents Lerche
- (1737-1743) Christian Lerche
- (1743-1775) Jacob Benzon
- (1775-1788) Christian Benzon
- (1788-1796) Jacob Hansen
- (1796-1798) Peter Bech
- (1798-1800) Hans Peter Ingerslev / Hans Peter Stochmann
- (1800-1830) Hans Peter Ingerslev
- (1830-1835) Caspar Peter Rothe Ingerslev
- (1835-1857) Mads Johan Buch Schiøtt
- (1857-1898) Peter Paul Christian Ferdinand Mourier-Petersen
- (1898-1904) Alvilda Dahl gift Mourier-Petersen
- (1904-1950) Adolph Mourier-Petersen
- (1950-1967) Christian Mourier-Petersen
- (1967-1982) K/S Rugaard Gods v/a Christian Mourier-Petersen
- (1982-2019) K/S Rugaard Gods v/a Elisabeth Mourier-Petersen / Annette Mourier-Petersen gift Seidel / Ida Mourier-Petersen / Astrid Mourier-Petersen
- (2019-) Christiane Seidel Mourier-Shieh / Jonas Mourier Heilsberger